# Louisville Open 1979
Il Louisville Open 1979 è stato un torneo di tennis giocato sul terra verde. È stata la 10ª edizione del torneo, che fa parte del Colgate-Palmolive Grand Prix 1979. Si è giocato a Louisville negli Stati Uniti dal 23 al 29 luglio 1979.

## Campioni

### Singolare maschile
John Alexander ha battuto in finale  Terry Moor con il punteggio di 7–6, 6–7, 3–3 ritiro

### Doppio maschile
Marty Riessen /  Sherwood Stewart hanno battuto in finale  Vijay Amritraj /  Raúl Ramírez con il punteggio di 6–2, 1–6, 6–1